# مجموعات إم إس إن
إم إس إن جروبز (بالإنجليزية: MSN Groups)‏، خدمة ضمن إم إس إن تسمح للمستخدمين بإنشاء والاشتراك في المجموعات البريدية عبر معرّفات ويندوز لايف. بدأت مايكروسوفت الخدمة في 1995.